# 越後瀧谷站
越後瀧谷站（日语：／ Echigotakiya eki */?）是位於新潟縣長岡市瀧谷町402號，東日本旅客鐵道（JR東日本）的上越線車站。

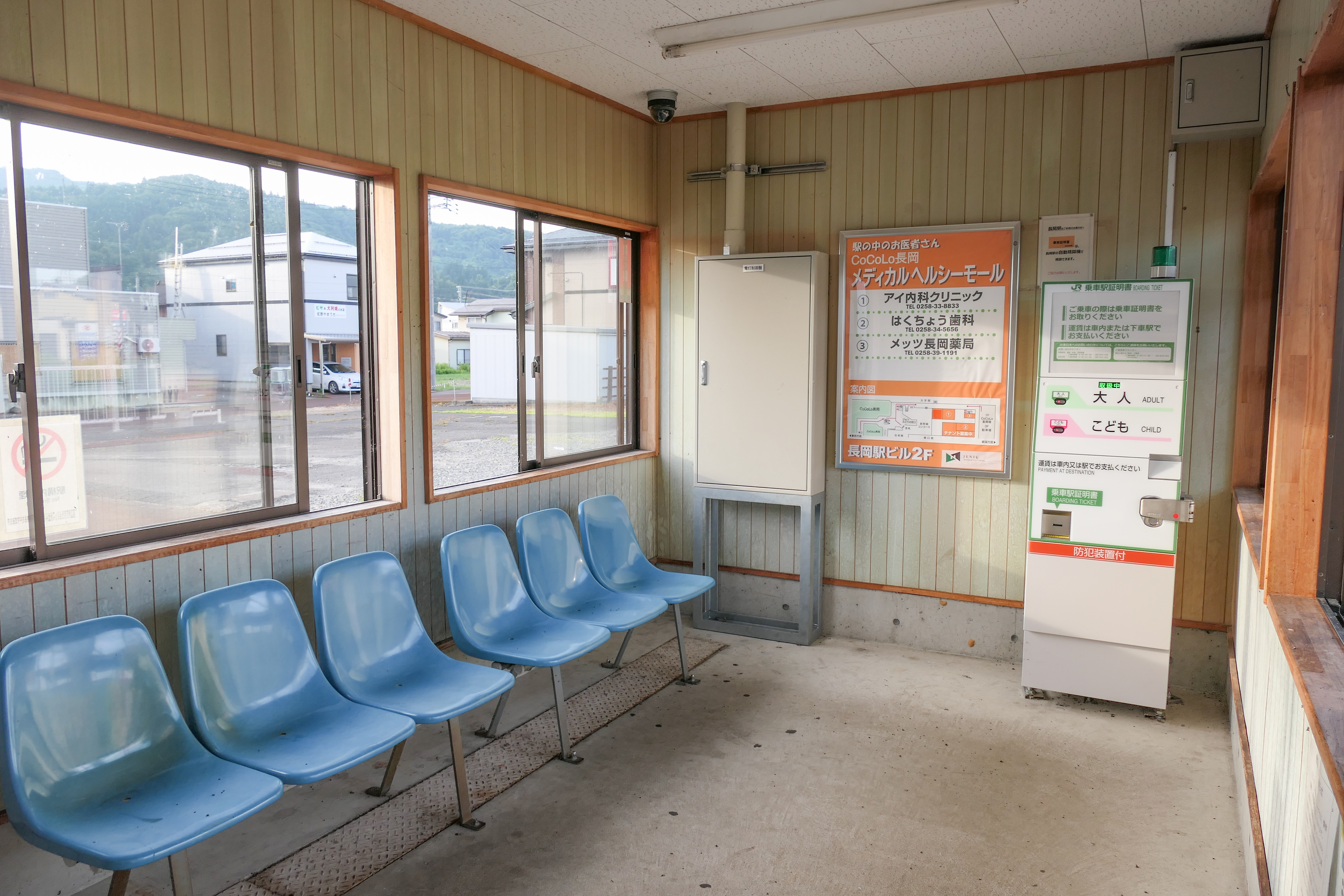
候車室内（2022年7月）

## 歷史

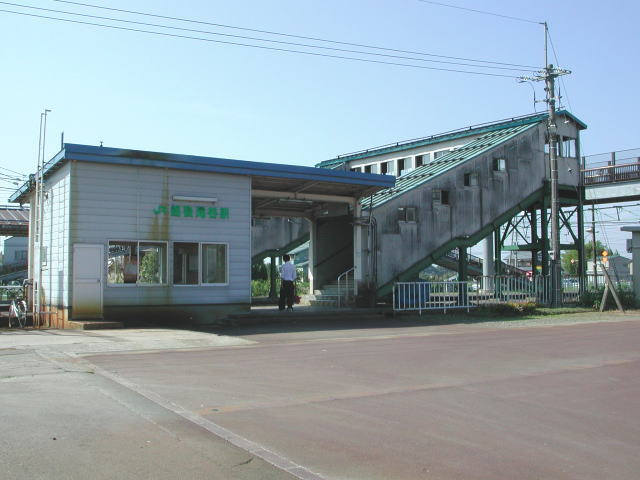
中越地震發生前的舊站房（2004年9月）

- 1920年（大正9年）11月1日：鐵道省上越北線（現時：上越線）宮內站至東小千谷站之間開通，此站啟用。當時車站名為六日市站（日语：／）。
- 1925年（大正14年）10月1日：車站改名為越後瀧谷站。
- 1984年（昭和59年）2月1日：結束行李起卸業務。
- 1984年（昭和59年）11月：成為單式月台[1]。
- 1987年（昭和62年）4月1日：伴隨國鐵分割民營化，車站由東日本旅客鐵道（JR東日本）營運。
- 2004年（平成16年）
  - 10月23日：發生新潟縣中越地震，車站大樓和月台受損。
  - 12月27日：越後川口至越後瀧谷之間的上行路軌重開，上越線以單線鐵路方向重開。但是，夜行列車和半數以上的普通列車、貨物列車暫停服務。此站臨時設置車站職員，使用電氣路籤（牌）閉塞。
- 2005年（平成17年）
  - 3月25日：越後川口至越後瀧谷之間的下行線重開，上越線全線以雙線鐵路重開。夜行列車、普通列車與貨物列車回復正常。
  - 月日不詳：因中越地震使車站大樓受損後，新車站大樓重建。
- 2014年（平成26年）4月1日：編入至新潟近郊區間區間內（但是不可使用Suica[2]）[3]。
- 2016年（平成28年）：上行月台編為1號月台，下行月台編為2號月台。

## 車站構造

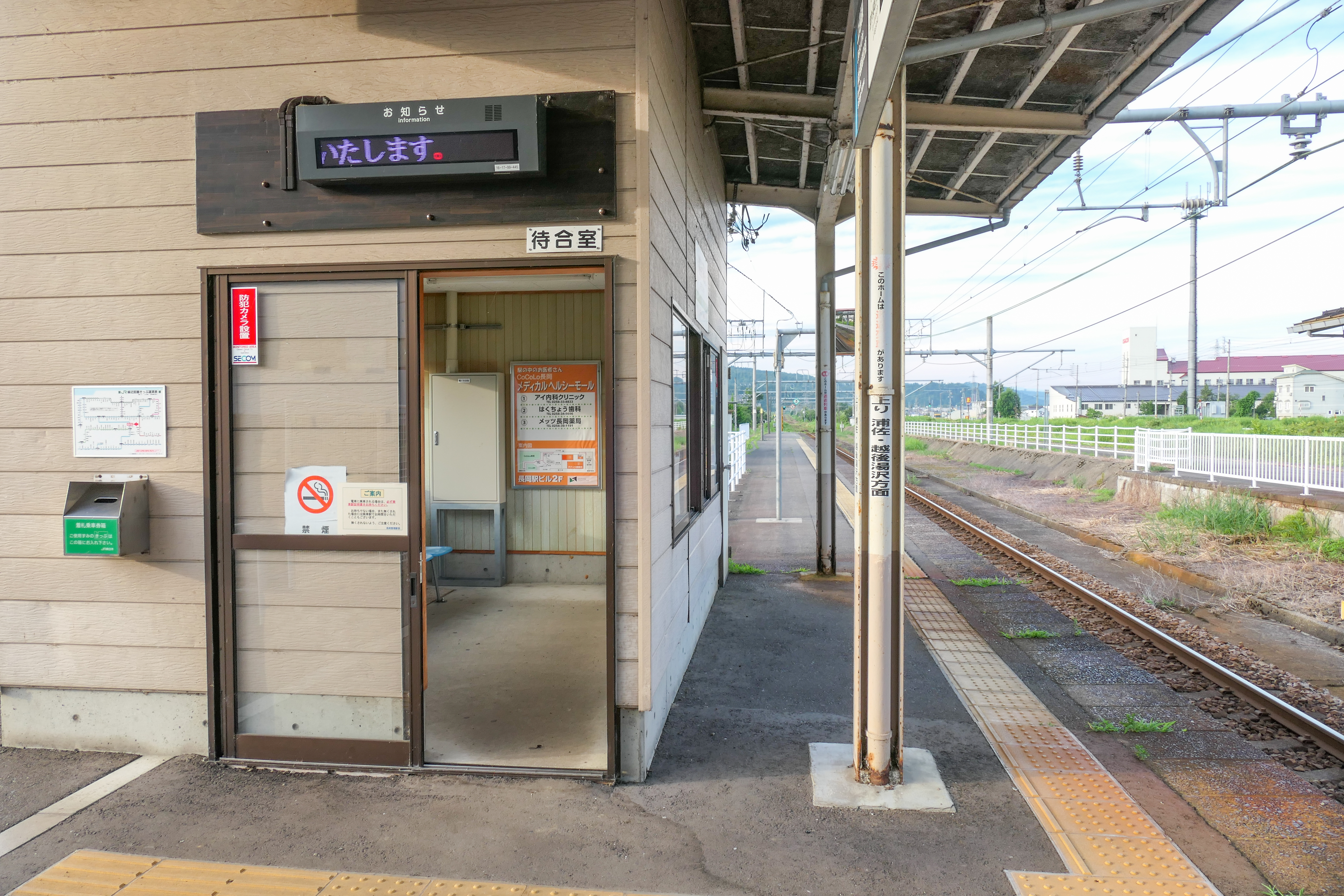
1號月台（2022年7月）

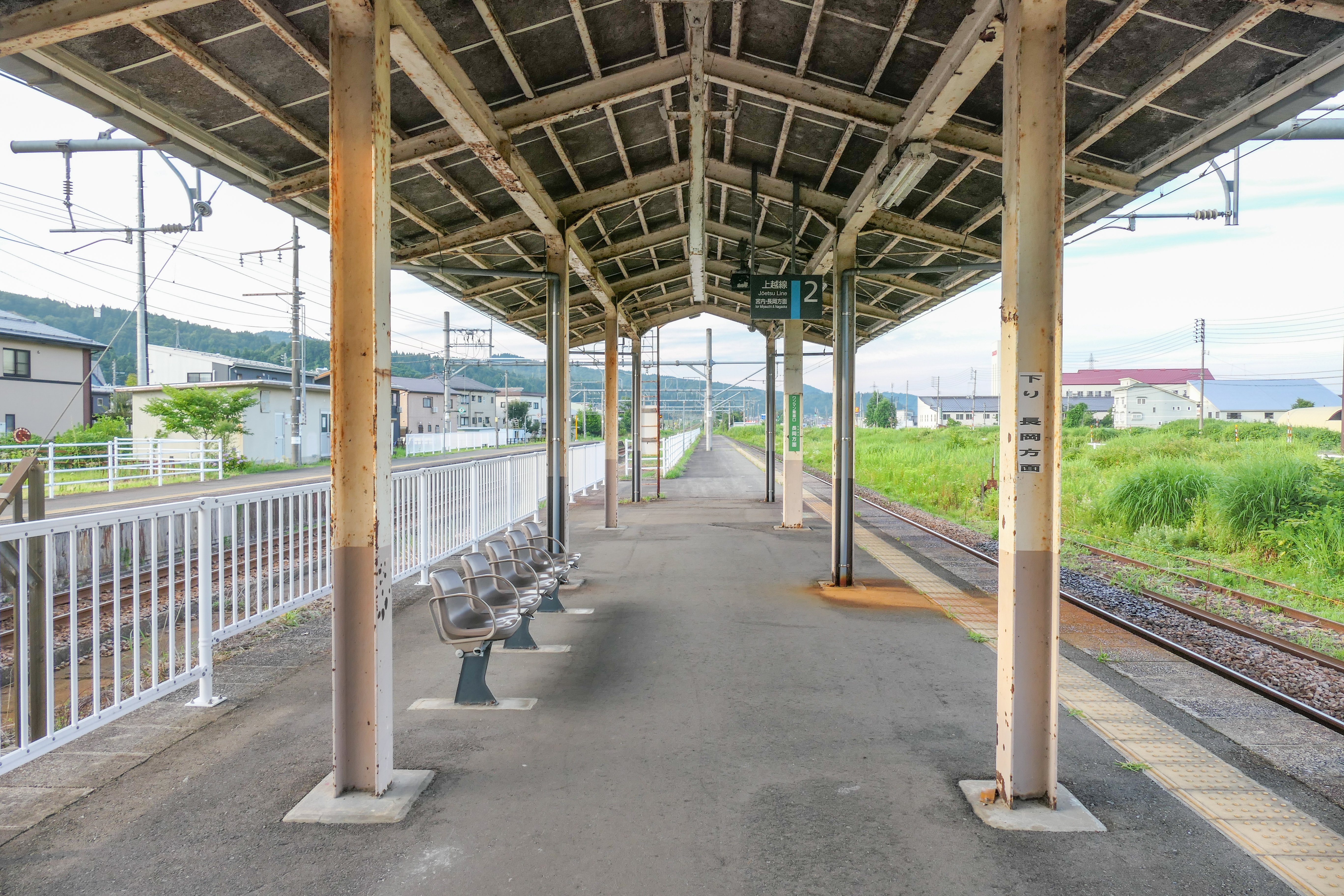
2號月台（2022年7月）

本站是地面車站，設有2面2線的相對式月台。兩月台之間設有跨線橋連接。曾經在1號月台和2號月台之間設有中線，現時路軌已經撤走。此站是由長岡站管理的無人車站。站內設有室內候車室和廁所。

### 月台
| 月台 | 路線    | 上下行 | 方向               |
| ---- | ------- | ------ | ------------------ |
| 1    | ■上越線 | 上行   | 浦佐、越後湯澤方向 |
| 2    | ■上越線 | 下行   | 宮內、長岡方向     |

## 使用狀況
根據「長岡市統計年鑑」，1日平均乘車人次如下：
- 2009年度 : 130人
- 2010年度 : 148人

## 車站周邊
- 新潟縣道370號瀧谷三和線（日语：新潟県道370号滝谷三和線）
- 國道17號

## 巴士路線
在站前通和站後國道設有越後交通巴士站。
- 瀧谷站前巴士站（站前通）
  - 前往長岡站東出口
- 瀧谷巴士站（國道上）
  - 前往長岡站（大手口）
  - 經小千谷、岩澤前往十日町車廠
  - 前往小千谷交匯處

## 相鄰車站
東日本旅客鐵道（JR東日本）
■上越線
小千谷－越後瀧谷－宮內

## 注腳
1. ↑  『五十年史』P219　新潟鐵道管理局
2. ↑  Suica新潟エリア （页面存档备份，存于）（日語） - JR東日本. 2020年4月25日閲覧.
3. ↑  Suicaの一部サービスをご利用いただける駅が増えます （页面存档备份，存于）（日語） - JR東日本、2013年11月29日
4. 1 2  . 東日本旅客鉄道.   [2020-02-01]. （原始内容存档于2020-02-01） （日语）.

## 外部連結
- 車站資訊（越後瀧谷）：東日本旅客鐵道（日語）